# Darwin Mounds
Darwin Mounds es un gran campo de montículos de arena submarina situados en la costa noroeste de Escocia  que se descubrieron por primera vez en mayo de 1998. Proporcionan un hábitat único para los antiguos arrecifes de coral de aguas profundas y se encontraron utilizando técnicas de detección remota durante los estudios financiadas por la industria petrolera y dirigida conjuntamente por la industria y el grupo de gobierno del Reino Unido, Atlantic Frontier Environment Network (AFEN) (Masson y Jacobs 1998). Los montículos fueron nombrados en honor al buque de investigación, llamado así por el eminente teórico naturalista y evolucionista Charles Darwin.
Los montículos están a unos 1,000 metros (3,300 pies) de profundidad en el océano Atlántico Norte, aproximadamente a 100 millas náuticas (190 km) al noroeste de Cape Wrath, el extremo noroeste de Escocia continental. Hay cientos de montículos en el campo, que en total cubren aproximadamente 100 kilómetros cuadrados (39 millas cuadradas). Los montículos individuales son típicamente circulares, de hasta 5 metros (16 pies) de alto y 100 metros (330 pies) de ancho. La mayoría de los montículos también se distinguen por la presencia de una característica adicional denominada 'cola'. Las colas son de extensión variable y pueden fusionarse con otras, pero generalmente tienen forma de lágrima y están orientadas al suroeste del montículo. La característica de las colas de los montículos de Darwin Mounds es aparentemente única a nivel mundial.